# 감자 (가수)
감자(1983년 11월 26일 ~)는 대한민국의 가수다. 2009년 EP 앨범 [Eptizer]로 정식 데뷔했다.

## 방송
- 쇼미더머니1 (2012) - Top16

## 음반
- 건강해지는구나 (2009)
- 꽃보다 감자 (2009)
- Eptizer (2009)
- 오타쿠 (2009)
- 머더머더 크리스마스 (2009)
- 부모님 전 상서 (My Star) (2012)
- 이상한 꿈을 꾸었다 (2012)
- 무르익다 (2012)
- 때야 (2012)
- 애매해 (2013)

### 리미와 감자
- 홍콩반점 (2010)
- 라이타 (2010)
- 오빠 나 추워 (2010)
- 치킨 (2011)
- 뚱뚱하지 않다고 내게 말해줘 (2011)
- 비키니 (2011)

## 공연
- 블랙 소울 Vol.5 (2012)
- 블랙 소울 Vol.7 (2012)
- 슈퍼 루키 챌린지 (2013)

## 피처링
- 친트리거 - Street (2009)